# Lahaul i Spiti

Lokalizacja Lahaul i Spiti w stanie Himachal Pradesh

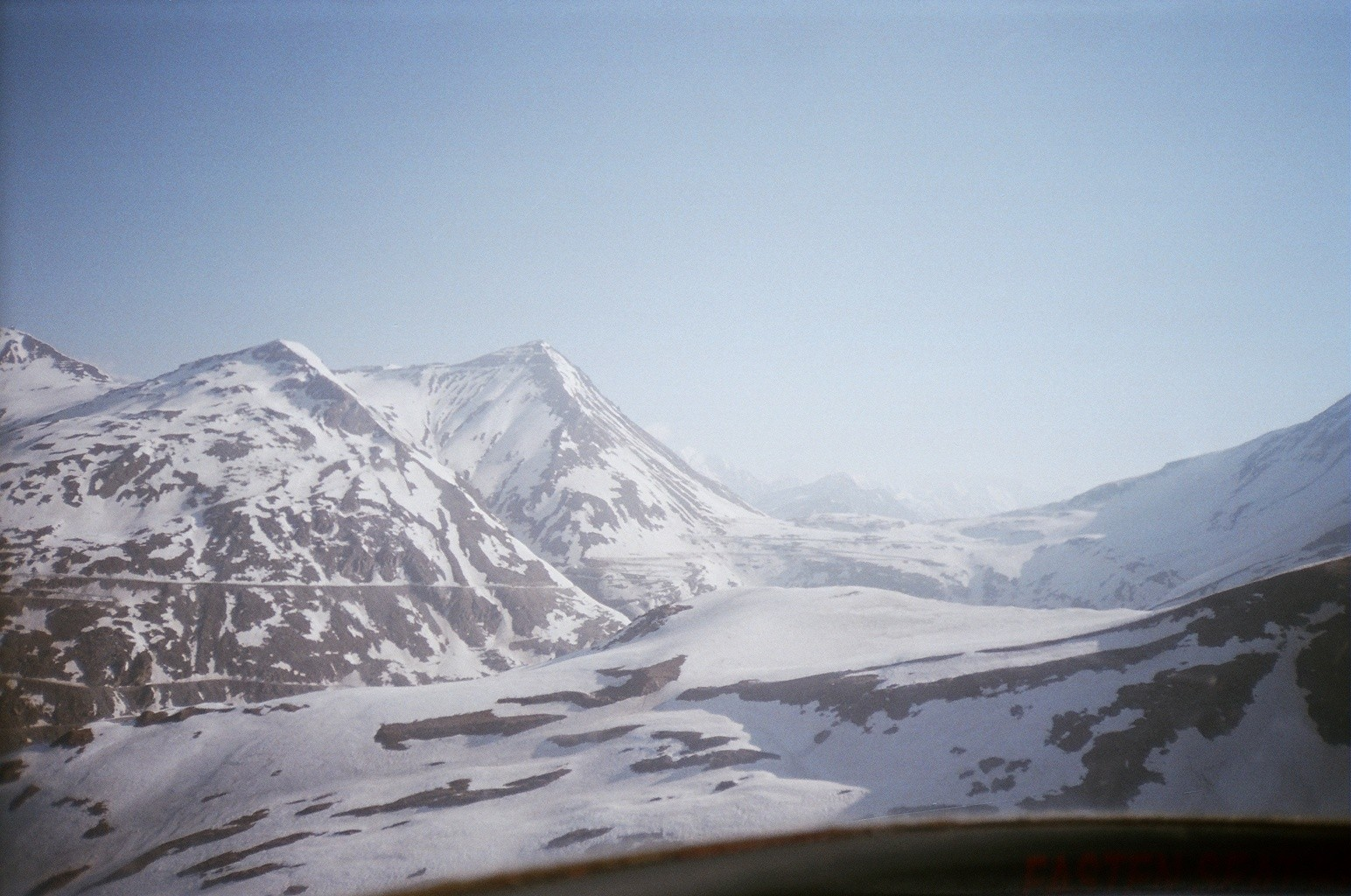
Dolina Lahaul zimą

Lahaul i Spiti – dystrykt w indyjskim stanie Himachal Pradesh przy granicy z Tybetem, składa się z dwóch dolin, niegdyś oddzielnych dysktryktów – Lahaul i Spiti. Obecnie stolicą dystryktu jest Keylong, znajdujące się w Lahaul. Przed połączeniem Lahaul miało stolicę w Kardang, a Spiti w Dhankar. Powierzchnia dystryktu wynosi 13 833 km², populacja 33 224 osób (2001).
Dolina Lahaul jest połączona ze Spiti przełęczą Kunzum La (4 551 m n.p.m.). Dystrykt jest połączony z Manali przez przełęcz Rohtang La.